# Joseph Vogt (Althistoriker)

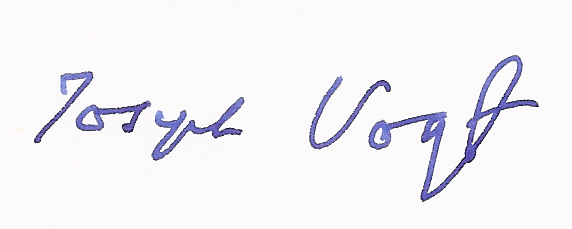
Joseph Vogt. Signatur 1979

Joseph Vogt (* 23. Juni 1895 in Schechingen; † 14. Juli 1986 in Tübingen) war ein deutscher Althistoriker. Er widmete sich jahrzehntelang der Erforschung der Sklaverei in der antiken Gesellschaft.

## Leben
Joseph Vogt entstammte einer katholischen Bauernfamilie. Nach dem Geschichtsstudium an den Universitäten Tübingen und Berlin bei Wilhelm Weber, Johannes Haller und Eduard Meyer wurde Vogt 1921 promoviert. Er habilitierte sich 1923 in Tübingen, wirkte dann dort als Privatdozent und war von 1926 bis 1929 Professor für Alte Geschichte an der Universität Tübingen. Weitere Stationen seiner wissenschaftlichen Laufbahn waren die Universitäten Würzburg (1929), Breslau (1936), wieder Tübingen (1940) und Freiburg im Breisgau (1944). Vogt übernahm zahlreiche Ämter in der akademischen Selbstverwaltung. In Würzburg war er 1934/35 Dekan und 1935/36 Prorektor, dies ebenfalls in Breslau 1938/39. 1952/53 war er Dekan und 1958/59 Rektor in Tübingen. Vogt war Mitglied der Historischen Kommission für Schlesien. Er betreute insgesamt 39 Doktoranden, darunter Walter Beringer, Karl Dietrich Bracher, Karl Christ, Jürgen Deininger, Franz Georg Maier, der Journalist Albert Wucher, sowie fünf Habilitanden, darunter Alexander Schenk Graf von Stauffenberg und Karl Friedrich Stroheker.
Ideologisch stand Vogt schon früh dem Nationalsozialismus nahe, zumal er aus seiner rassistischen, antisemitischen und anti-demokratischen Grundhaltung bereits in der Weimarer Republik keinen Hehl gemacht hatte. 1933 trat er in die SA und den NS-Lehrerbund ein, 1937, gleich nach der Lockerung der 1933 eingeführten Aufnahmesperre, folgte der Eintritt in die NSDAP und in den NS-Dozentenbund. Später wurde Vogt korrespondierendes Mitglied des 1941 gegründeten „Instituts zur Erforschung der Judenfrage“. Im September 1945 wurde er deshalb zunächst vom Dienst suspendiert, aber schon bald wieder in den akademischen Betrieb integriert. 1946 übernahm er wieder seinen Lehrstuhl in Tübingen, den er bis zu seiner Emeritierung 1962 innehatte.

## Werk
Vogt beschäftigte sich überwiegend mit Themen der römischen Geschichte. Seine Darstellungen der römischen Republik (zuerst 1932) und des Zeitalters Konstantins (zuerst 1949) galten jahrzehntelang als Standardwerke. An der Akademie der Wissenschaften in Mainz begründete Vogt 1950 ein umfangreiches Forschungsprogramm zur Sklaverei in der Antike, das als rechtskonservative Antwort auf entsprechende Aktivitäten der Geschichtswissenschaft in den sozialistischen Ländern gedacht war.
Im Dritten Reich unterstützte Vogt Forschungsprogramme, die zur ideologischen Absicherung der nationalsozialistischen Politik dienten; hierzu zählte die Herausgabe des berüchtigten Sammelbandes Rom und Karthago im Jahr 1943. Bereits 1939 erschien seine Abhandlung Kaiser Julian und die Juden.
Sein Name ist in den Altertumswissenschaften bis heute mit dem Sammelwerk enzyklopädischen Ausmaßes Aufstieg und Niedergang der römischen Welt verbunden, das ursprünglich als Festschrift zu seinem 75. Geburtstag begann.

## Schriften (Auswahl)
- Die alexandrinischen Münzen. 2 Bände, Kohlhammer, Stuttgart 1924.
- Römische Politik in Ägypten, J. C. Hinrichs’sche Buchhandlung, Leipzig 1924 (online).
- Tacitus als Politiker, Kohlhammer, Stuttgart 1924 (online) (Antrittsrede, gehalten am 30. Oktober 1923 in Tübingen).
- Römische Geschichte I: Die römische Republik. Herder, Freiburg 1932. 6., überarbeitete Auflage: Die Römische Republik. Karl Alber, Freiburg / München 1973. Taschenbuchausgabe Heyne, München 1979, ISBN 3-453-48059-7 (Auflage von 1962 online).
- Rassenmischung im römischen Reich. In: Vergangenheit und Gegenwart 26, 1936, Heft 1, S. 1–11.
- Unsere Stellung zur Antike (= Jahresbericht der Schlesischen Gesellschaft für Vaterländische Cultur. Jahrgang 110. Geisteswissenschaftliche Reihe. Heft 3), Breslau 1937.
- Vom Reichsgedanken der Römer, Koehler & Amelang, Leipzig 1942 (online).
- Constantin der Große und sein Jahrhundert. Münchner Verlag, München 1949. 2. Auflage 1960. Taschenbuchausgabe König, München 1973, ISBN 3-8082-0046-4 (online).
- Sklaverei und Humanität im klassischen Griechentum (= Abhandlungen der Akademie der Wissenschaften und der Literatur. Geistes- und sozialwissenschaftliche Klasse. Jahrgang 1953, Band 4). Steiner, Wiesbaden 1953 (online).
- Gesetz und Handlungsfreiheit in der Geschichte. Kohlhammer, Stuttgart 1955.
- Geschichte des Altertums und Universalgeschichte. Steiner, Wiesbaden 1957.
- Struktur der antiken Sklavenkriege (= Abhandlungen der geistes- und sozialwissenschaftlichen Klasse der Akademie der Wissenschaften und der Literatur in Mainz. Jahrgang 1957, Nr. 1). Steiner, Wiesbaden 1957.
- Von der Gleichwertigkeit der Geschlechter in der bürgerlichen Gesellschaft der Griechen (= Abhandlungen der geistes- und sozialwissenschaftlichen Klasse der Akademie der Wissenschaften und der Literatur in Mainz. Jahrgang 1960, Nr. 2). Verlag der Akademie der Wissenschaften und der Literatur, Mainz 1960.
- Wege zum historischen Universum. Von Ranke bis Toynbee (= Urban-Bücher. Die wissenschaftliche Taschenbuchreihe. Band 51). Kohlhammer, Stuttgart 1961 (online).
- Ammianus Marcellinus als erzählender Geschichtsschreiber der Spätzeit (= Abhandlungen der geistes- und sozialwissenschaftlichen Klasse der Akademie der Wissenschaften und der Literatur in Mainz. Jahrgang 1963, Nr. 8). Steiner, Wiesbaden 1963.
- Kulturwelt und Barbaren – Zum Menschheitsbild der spätantiken Gesellschaft (= Abhandlungen der geistes- und sozialwissenschaftlichen Klasse der Akademie der Wissenschaften und der Literatur in Mainz. Jahrgang 1967, Nr. 1). Steiner, Wiesbaden 1967.